# Adam Bartoszek
Adam Bartoszek – polski socjolog, dr hab. nauk humanistycznych, profesor uczelni Instytutu Socjologii Wydziału Nauk Społecznych Uniwersytetu Śląskiego.

## Życiorys
Obronił pracę doktorską, 28 czerwca 2004 habilitował się na podstawie pracy zatytułowanej Kapitał społeczno-kuturowy młodej inteligencji wobec wymagań rynku. Otrzymał nominację profesorską. Pracował w Katedrze Nauk Społecznych na Wydziale Humanistycznym Wyższej Szkole Zarządzania Marketingowego i Języków Obcych w Katowicach.
Piastuje stanowisko profesora nadzwyczajnego w Instytucie Socjologii na Wydziale Nauk Społecznych Uniwersytetu Śląskiego.